# Juan Morillo (athlétisme)
Pour les articles homonymes, voir Juan Morillo et Morillo (homonymie).
Juan Alberto Morillo, né le 20 mai 1972, est un sprinter vénézuélien.

## Carrière
Juan Morillo commence sa carrière d'athlète lors des Jeux olympiques d'été de 2000, où il était éliminé au premier tour lors du relais du 4 x 100 mètres, aux côtés de José Carabalí, Hely Ollarves et José Peña.

### Réalisations
- 2001 : 100 mètres avec les Jeux bolivariens (3e)
- 2005 : 4x100 mètres avec les Jeux bolivariens (2e)

### Médailles
- Bronze au 100 mètres
- Argent au 4x100 mètres